# 푸에르토비야밀

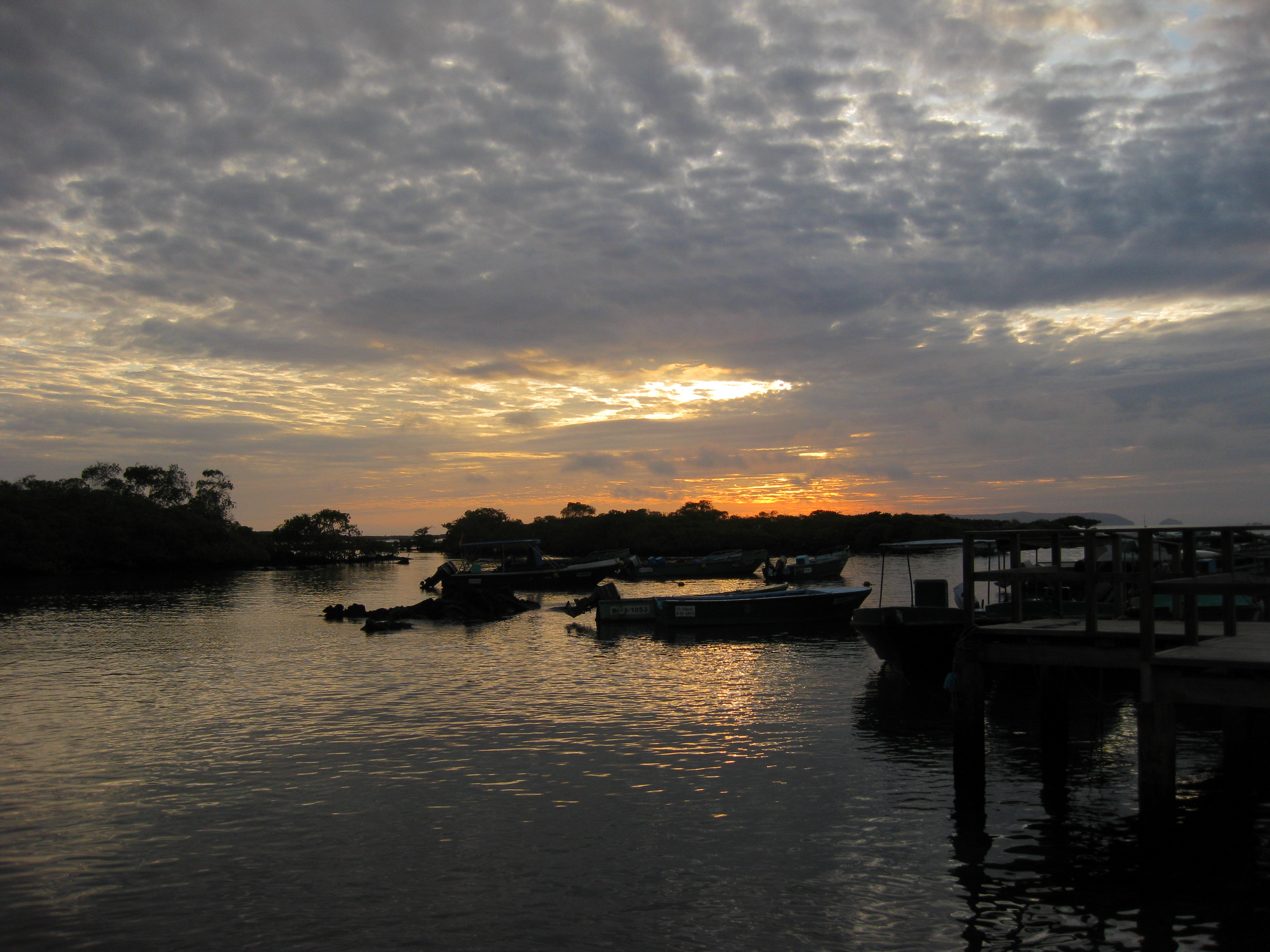
푸에르토비야밀의 황혼

푸에르토비야밀(Puerto Villamil)은 갈라파고스 제도 이사벨라 섬의 남동쪽에 자리를 잡은 작은 섬 마을이며, 갈라파고스 주 이사벨라 칸톤의 주도이다.

## 개요
이사벨라 섬에 사는 약 2,200명의 주민 중 대다수가 이곳 푸에르토비야밀에 살고 있다. 이 항구는 갈라파고스 제도의 서쪽 끝에 있기 때문에 마르케사스 제도로 가는 개인 요트들의 인기있는 정박지이기 때문에 종종 세일보트로 가득찬다.
전통적으로 이곳의 주민들은 농업과 어업으로 생계를 유지했다. 수년 동안 정부는 이들을 어민에서 관광 중심의 활동을 할 수 있도록 노력을 기울여 왔다. 그러나 이 운동은 심하게 반대를 받았으며, 2000년에 현직 어부들이 정부가 어업 수역을 확장해주기를 요구하면서 새끼 거북이를 납치하는 정치적 사건을 일으켰다.
남서쪽 끝의 타운에는 미국의 원조로 공원 옆에 널빤지 통로가 만들어졌다. 이것은 망그로브 숲을 가로질러 지나가며, 바닷물 석호를 따라 플라멩고나 장다리물떼새, 중부리도요, 바하마 고방오리 등을 관찰할 수 있다. 이 산책로의 끝에는 많은 이사벨라 거북이의 종을 보존하기 위한 거북이 부화 센터가 있다.
독 근처 마을의 북쪽 끝으로 용암동굴을 따라 쉬고 있는 장완흉상어들의 서식지로 라스 틴토레라스(Las Tintoreras)로 알려진 작은 섬들이 있다.

## 같이 보기
- 갈라파고스 주